# Inthawichayanon
Inthawichayanon (tiếng Thái: อินทวิชยานนท์ (tiếng Northern Thai: ), RTGS: Inthawichayanon, phát âm tiếng Thái: [[in.tʰa.wí.tɕʰa.jaː.non]], qua đời ngày 23 tháng 11 năm 1897) là vua thứ 7 của Chiang Mai và cai trị từ năm 1870 cho đến khi Lanna cái chết của ông vào năm 1897. Con gái ông, công chúa Dara Rasmi Chiang Mai trở thành vợ của vua Rama V. Trong suốt triều đại của mình các mối quan hệ của các nước chư hầu trước đây độc lập với chính quyền trung ương ở Bangkok đã được tăng cường, mà đỉnh cao là việc tạo ra các Monthon Phayap vào năm 1892, theo đó Lanna được chính thức sáp nhập.
Ông là cháu trai của Hoàng tử Khamfan, người cai trị thứ ba của Chiangmai. Ông quan tâm đến việc bảo tồn các khu rừng núi ở vùng cao nguyên của Thái Lan. Trước khi chết, ông đã ra lệnh hài cốt của ông được lưu giữ tại Đội Cấn Luông, ngọn núi cao nhất của Thanon Dải Thong Chai, được đổi tên thành Doi Inthanon sau khi ông chết.